# Мурманети
Мурманети (груз. მურმანეთი) — село в Грузии, на территории Хелвачаурского муниципалитета автономной республики Аджария.

## География
Село находится в юго-западной части Грузии, к югу от реки Чорох, на расстоянии 3 километров (по прямой) к югу от города Батуми, административного центра муниципалитета и автономной республики. Абсолютная высота — 135 метров над уровнем моря.

## Население
По результатам официальной переписи населения 2014 года, в Мурманети проживало 189 человек (109 мужчин и 80 женщин). В национальной структуре населения грузины составляли 100 %.
| Год  | Население, человек |
| ---- | ------------------ |
| 2002 | 280                |
| 2014 | ↘ 189              |